# Zasański Szlak Spacerowy im. Orląt Przemyskich
 Zasański Szlak Spacerowy im. Orląt Przemyskich - o długości 9 km i oznakowany kolorem czerwonym. Początek i koniec szlaku ma miejsce na placu Orląt Przemyskich. Czas samego przejścia ok. 3 godziny. Położenie szlaku: Pogórze Dynowskie (fragment Pogórza Karpackiego). Kierunek marszu jest zgodny z kierunkiem ruchu wskazówek zegara.

## Ogólne informacje
Szlak upamiętnia młodych Polaków broniących tej części miasta przed Ukraińcami w listopadzie 1918 roku, a następnie walczących na prawym brzegu Sanu (bitwa pod Niżankowicami z 13 grudnia 1918 r.). Trasa pokazuje także najcenniejsze krajoznawczo fragmenty dzielnicy Zasanie.

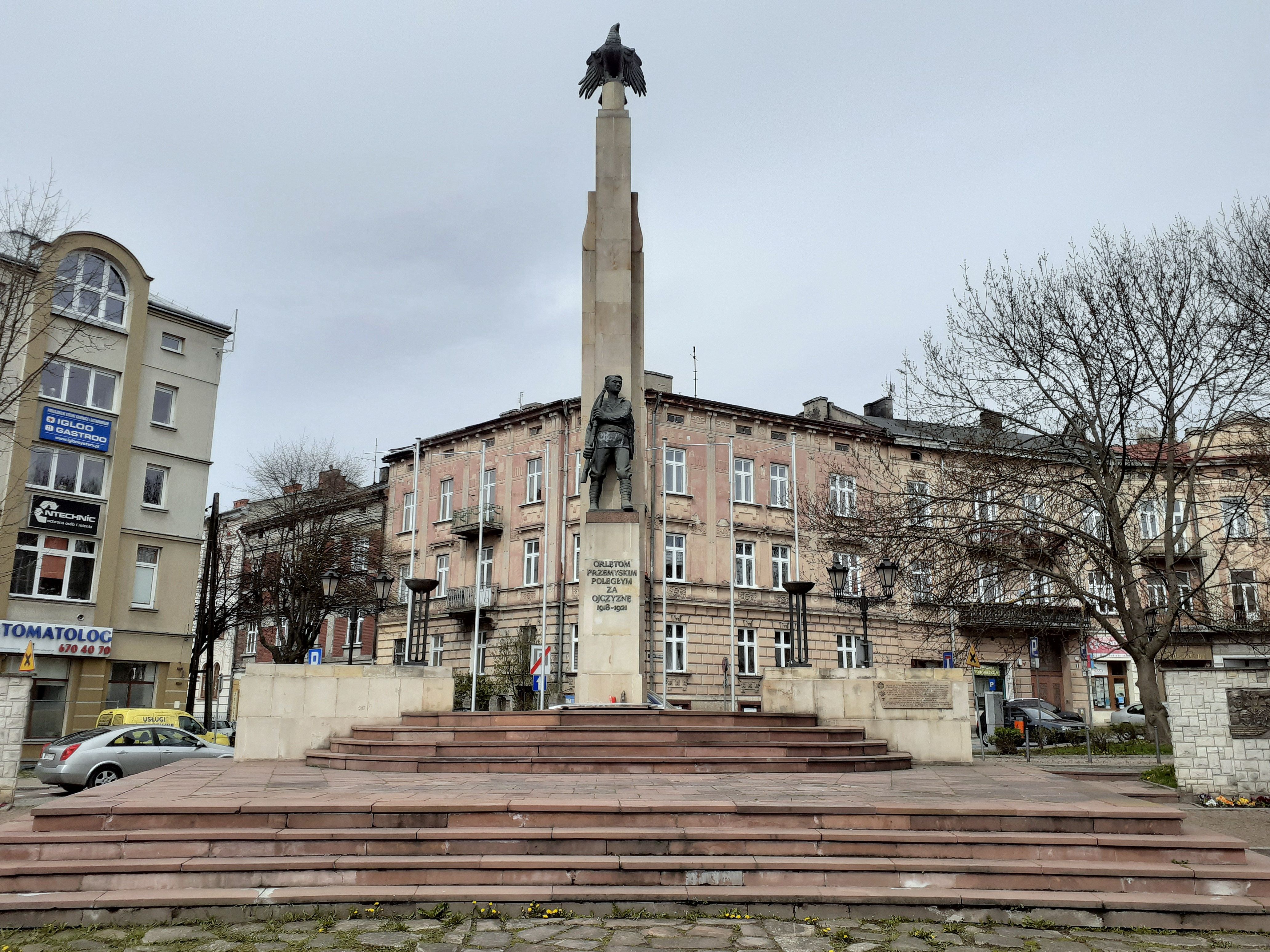
Pomnik Orląt Przemyskich

## Przebieg szlaku
Trasa:  Plac Orląt Przemyskich – Lipowica (343 m n.p.m.) – Winna Góra (278 m n.p.m.) – Plac Orląt Przemyskich.

### Ważniejsze atrakcje na trasie (szlaku)[4]:
- pomnik Orląt Przemyskich
- kościół Trójcy Najśw. i opactwo Benedyktynek
- budynek dawnej synagogi (obok stacji paliw)
- cerkiew i klasztor Bazylianów
- kościół Salezjanów
- Cmentarz Zasański
- odcinek pierścienia wewnętrznego Twierdzy Przemyśl
- Lipowica (343 m n.p.m.) z Fortem XVIII „Lipowica”, obelisk Polaków pomordowanych w czasie II wojny światowej przez Niemców
- obelisk Pax Vobis
- obelisk przy ul. Monte Cassino
- Winna Góra (278 m n.p.m.) z Fortem XIX „Winna Góra” (rezerwat florystyczny lnu austriackiego „Jamy”).

## Mapa szlaku
- Przemyśl - szlak spacerowy (czerwony)